# Soyouz 2.1v
Pour les articles homonymes, voir Soyouz.
Soyouz 2.1v (en russe : Союз 2.1в ; litt. « Union 2.1v ») ou anciennement Soyouz 1 est un lanceur léger russe, dérivé du lanceur Soyouz 2.1b, qui a effectué son premier vol en décembre 2013. Cette version, destinée pour être bien moins puissante que les versions classiques, abandonne pour la première fois dans l'histoire du lanceur l'architecture d'un premier étage composé de quatre blocs latéraux entourant le deuxième étage, qui donnait habituellement au Soyouz son apparence si particulière. Le lanceur abandonne également le moteur traditionnel du premier étage, pour utiliser un NK-33 soviétique, construits par dizaines dans les années 60 pour le lanceur super-lourd N1. Le lanceur conserve toutefois un deuxième étage similaire à celui de Soyouz 2.1b.
Soyouz 2.1v est capable de placer en orbite basse une charge utile de 2,85 tonnes, ce qui la place dans la même catégorie que les lanceurs légers russes Rokot, Strela ou Dnepr. Le lanceur peut être tiré depuis un pas-de-tir Soyouz classique, au prix de quelques adaptations à réaliser avant, et après le vol, en étant équipé, ou non, d'un étage supérieur Volga. Pour l'heure, seuls des lancements militaires depuis le cosmodrome de Plesetsk ont été effectués.

## Historique
L'entreprise russe TsSKB Progress de Samara, qui fabrique tous les lanceurs Soyouz, propose en 2007 de développer un lanceur léger à partir de la fusée Soyouz avec un investissement réduit. Le nouveau lanceur est développé en supprimant les accélérateurs latéraux et en remplaçant le propulseur du premier étage par le moteur-fusée NK-33, beaucoup plus performant. L'abandon des blocs latéraux entraîne également un redessinage complet du Bloc A, devant désormais être tenu par le pas-de-tir, ce rôle étant d'habitude endossé par les blocs latéraux. Le moteur NK-33 a été développé à la fin des années 1960 pour la fusée géante soviétique N1. À l'abandon du programme, des dizaines de moteurs ont été sauvés de la destruction par des ingénieurs qui les ont ensuite placés dans un hangar à quelques kilomètres de l'usine de Samara. Les NK-33 volant sur Soyouz 2.1v ont donc tous été construits au début des années 1960. Ce moteur était également utilisé par le lanceur américain Antares qui a effectué son premier vol en 2013, avant d'être remplacé par des RD-181. Après un test au banc d'essais réussi du NK-33, le gouvernement russe inscrit dans son budget le développement du lanceur. Le lanceur est très attendu notamment par les militaires comme solution de secours en cas de défaillance du lanceur Rokot car celui-ci rencontre des problèmes de fiabilité, le lanceur devra également remplacer Rokot lors de l'arrêt de ses vols, fin 2019. Le premier lancement du Soyouz 2.1v, annoncé initialement en 2009, a eu lieu le 28 décembre 2013. La fusée a été lancée depuis le cosmodrome de Plesetsk, depuis le Site 43/4. Le lanceur est pour l'instant uniquement utilisé à des fins militaires. 

### Vol du 5 décembre 2015
Ce lancement est le deuxième de l'étage Volga, à bord de Soyouz 2.1v. Après une mise en orbite réussie et la séparation de Cosmos 2512, un problème survient lors de la tentative de séparation de Cosmos 2511 (un satellite Kanopouss-ST), et ce dernier ne parvient pas à être largué. L'ensemble Volga + Cosmos 2511 retombe et brûle dans l'atmosphère 3 jours plus tard.
L'enquête montrera que c'est l'étage Volga qui est en tort. Le satellite, fixé sur le haut de cet étage, est maintenu par quatre verrous de maintien. Ce système de séparation, dénommé SS2.1V-K.0615-000, n'est pas fourni par le TsSKB-Progress, mais par le PO Poliot. L'erreur est due à un de ces verrous de maintien qui a refusé de se séparer, causant donc l'échec de la séparation du satellite.
Ce vol est le premier, et seul à ce jour, échec partiel de l'étage Volga et de Soyouz 2.1v.

## Caractéristiques techniques

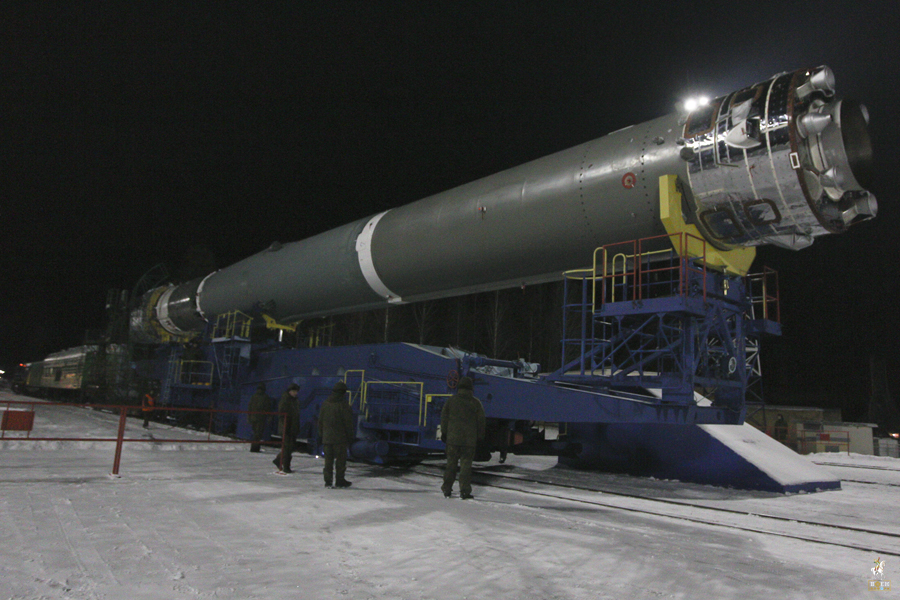
Vue du moteur NK-33 & RD-0110R propulsant le lanceur.

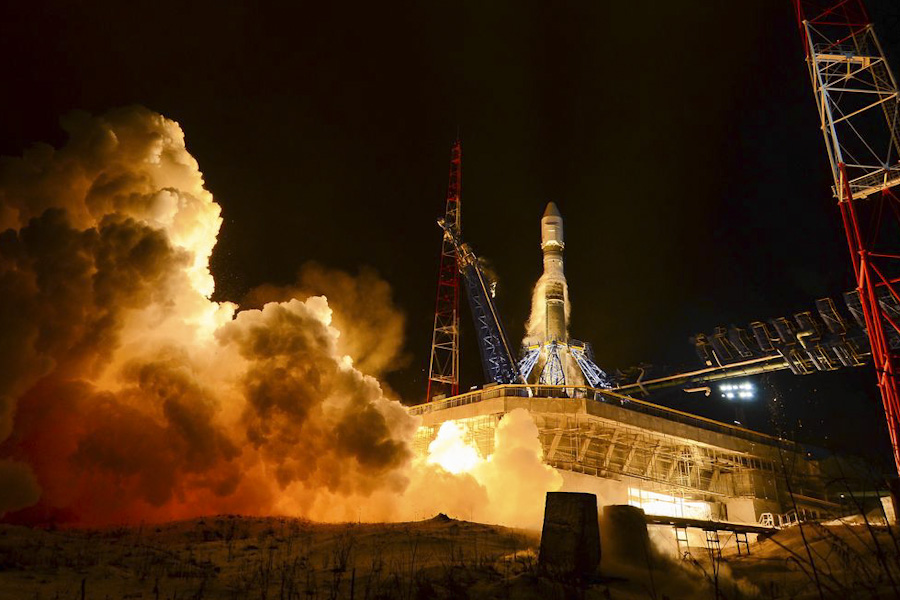
Lancement de Soyouz 2.1v.

Le lanceur a une masse totale de 157–160 tonnes (chiffre de 2010) pour une hauteur de 44 mètres. Le premier étage a un diamètre de 2,05 mètres et ne comporte pas d'accélérateurs latéraux. Il est propulsé par le moteur mono-chambre NK-33 fourni par SNTK Kouznetsov consommant un mélange kérosène/oxygène liquide. Ce moteur est fixe : le guidage du premier étage est pris en charge par un moteur Vernier RD-0110R fourni par KBKhA de Voronej. Celui-ci dispose de 4 chambres de combustion et de 4 tuyères ayant chacune 1 degré de liberté. Cette disposition permet de réaliser des mouvements de lacet, roulis et tangage. Le constructeur propose un troisième étage optionnel de  petite taille (1,74 tonne en tout), baptisé Volga, qui peut également être utilisé sur les versions classiques du Soyouz. La coiffe d'un diamètre de 3 mètres de diamètre est entièrement nouvelle et pour l'instant uniquement utilisée sur cette version. Pour limiter le budget de développement l'ordinateur embarqué fourni par NPO Avtomatiki à Iekaterinbourg est le modèle déjà déployé sur les Soyouz (Malakhit-3) malgré sa conception ancienne, seul le paramétrage est à adapter. Le lanceur peut placer  2,85 tonnes en  orbite basse depuis le cosmodrome de Baïkonour et 1,5 tonne en orbite héliosynchrone depuis Plesetsk. Le lanceur est compatible avec les installations du pas de tir de Soyouz avec quelques aménagements, que ce soit depuis Baïkonour, Plesetsk, Vostochniy ou depuis la France, depuis le Centre Spatial Guyanais.
| Caractéristique                                       | 1er étage                              | 2e étage                    | 3e étage optionnel            |
| ----------------------------------------------------- | -------------------------------------- | --------------------------- | ----------------------------- |
| Désignation                                           | Bloc A                                 | Bloc I                      | Volga                         |
| Dimensions longueur × diamètre                        | 27,77 x 2,95 m                         | 7,95 x 3 m                  | 1,02 m × 3,2 m                |
| Masse (masse à vide)                                  | 129 t (11 t)                           | 25,38 t (2,38 t)            | 1,1 t (0,6 t)                 |
| Moteur-fusée                                          | NK-33A & RD-0110R                      | RD-0124                     | S5.461                        |
| Poussée maximale niveau de la mer, (dans le vide)     | 1515 kN + 230,5 kN, (1687 kN + 265 kN) | (294 kN)                    | (2,94 kN)                     |
| Impulsion spécifique niveau de la mer, (dans le vide) | 297 s (331 s) & 259.4 s (298.4 s)      | (359 s)                     | (307 s)                       |
| Durée de fonctionnement                               | 225 s                                  | 275 s                       | 410 s                         |
| Ergols                                                | Kérosène et oxygène liquide            | Kérosène et oxygène liquide | UDMH et tétraoxyde de diazote |

## Le remplacement du NK-33 par le RD-193
Le moteur NK-33 qui propulse le premier étage du lanceur n'est plus fabriqué car la chaîne de fabrication démantelée dans les années 1970 n'a pas été réactivée. En 2011 le constructeur a annoncé que le RD-193, une version dérivée du RD-191, remplacerait le NK-33 lorsque le stock de moteurs aura été épuisé. Le RD-193 diffère du RD-191 par des modifications portant sur les interfaces entre la chambre de combustion et la turbopompe et entre les sous composants du générateur de gaz. Contrairement à la version d'origine, la poussée du RD-193 n'est plus orientable car le contrôle d'attitude est pris en charge par d'autres propulseurs sur le lanceur Soyouz. Ces modifications permettent de disposer d'un moteur d'une masse réduite de 300 kg et de réduire sa hauteur de 76 cm. Néanmoins, ce projet n'a jamais été adopté.

## Liste des lancements
| Vol n° | Lancement (UTC)        | Base de lancement  | Étage supérieur | Orbite | Charge utile                                    | Notes                                                                              | Résultat |
| ------ | ---------------------- | ------------------ | --------------- | ------ | ----------------------------------------------- | ---------------------------------------------------------------------------------- | -------- |
| 1      | 28/12/2013 12h30       | Site 43/4 Plesetsk | Volga           | LEO    | AIST n°1 Cosmos 2493 Cosmos 2494                | Premier vol de Soyouz 2.1v                                                         | ✓        |
| 2      | 05/12/2015 14h09       | Site 43/4 Plesetsk | Volga           | LEO    | Cosmos 2511 Cosmos 2512                         | Échec partiel : Placé sur une orbite plus basse que prévu Erreur sur l'étage Volga | ~        |
| 3      | 23/06/2017 18h05       | Site 43/4 Plesetsk | Volga           | LEO    | Cosmos 2519 Cosmos 2521 Cosmos 2523             |                                                                                    | ✓        |
| 4      | 29/03/2018 17h39       | Site 43/4 Plesetsk | Aucun           | LEO    | Cosmos 2525                                     | Premier vol sans l'étage Volga                                                     | ✓        |
| 5      | 10/07/2019 17h14       | Site 43/4 Plesetsk | Volga           | LEO    | Cosmos 2535 Cosmos 2536 Cosmos 2537 Cosmos 2538 |                                                                                    | ✓        |
| 6      | 25/11/2019 17h52       | Site 43/4 Plesetsk | Volga           | LEO    | Cosmos 2542 Cosmos 2543                         | Dernier vol de qualification du lanceur                                            | ✓        |
| 7      | 9 septembre 2021 19:59 | Site 43/4 Plesetsk | Volga           | SSO    | Cosmos 2551 (EO MKA No.2)                       |                                                                                    | ✓        |
| 8      | 1 août 2022 20:25      | Site 43/4 Plesetsk | Volga           | PO     | Cosmos 2558 (Nivelir No.3)                      |                                                                                    | ✓        |
| 9      | 21 octobre 2022 19:20  | Site 43/4 Plesetsk | Volga           | SSO    | Cosmos 2561 & 2562                              |                                                                                    | ✓        |
| 10     | 29 mars 2023 19:57     | Site 43/4 Plesetsk | Aucun           | SSO    | Cosmos 2568 (EO MKA No.4)                       |                                                                                    | ✓        |